# 周羣
周 羣（しゅう ぐん、生没年不詳）は、中国後漢末期の政治家。字は仲直。益州巴西郡閬中県の出身。父は周舒。子は周巨。

## 経歴
幼い頃より、父から図讖の術を教わった。周羣は自邸の庭に櫓を建て、奴僕たちに天空の異変を観察させた。少しでも異変があるとすぐに報告させ、昼夜を問わず自ら確かめた。その結果、予言はよく的中したという。劉璋に召し出され、師友従事に任命された。
建安7年（202年）、越巂郡で男が女に変わる事件があった。周羣は、前漢の哀帝の時にも同じ出来事があったとして、王朝交代の予兆であると主張した。それから18年後の建安25年（220年）、後漢は滅び魏が興った。
建安12年（207年）12月、彗星が鶉尾の星官に入ったのを見て、劉表の死を予言した。劉表は翌年8月に死去した。
建安17年（212年）12月、彗星が五諸侯の星官に出ると「西方で土地を占拠している軍閥は、みな領土を失うだろう」と予言した。西方に割拠していた益州の劉璋、漢中の張魯・涼州の韓遂・枹罕の宋建は、2年のうちに降伏するか敗死した。
建安19年（214年）、劉備が益州を平定すると、儒林校尉に任命された。
劉備は曹操から漢中を奪おうと出兵を企て、周羣に占わせた。周羣は「土地を手に入れても住民は手に入らないでしょう。また、一部隊しか出さないのであれば必ず負けます」と答えた。劉備は進言を聞かず、呉蘭・雷銅を出撃させたが二人とも敗死した。その後、漢中攻略には成功したが、住民の多くは曹操によって移住させられた後だった。このように多くの予言を的中させたことから、茂才に推挙された。
子の周巨も図讖の術を受け継いだという。